# On Hold
On Hold is een nummer van de Britse indiepopband The xx uit 2016. Het is de eerste single van hun derde studioalbum I See You.
In het nummer gaan de bandleden van The xx het gesprek aan met elkaar over een relatie. Hij vraagt zich af waar zij ineens is gebleven, hij dacht dat iedere keer als zij wegging ze wel weer terug zou komen, ze stond toch 'on hold'? Daar brengt zij tegenin dat als het geen liefde is, ze verder moet gaan met haar leven. "On Hold" bevat een sample uit "I Can't Go for That (No Can Do)" van Hall & Oates.